# Campionato europeo di baseball 1971
Il campionato europeo di baseball 1971 è stato la dodicesima edizione del campionato continentale. Si svolse a Bologna e a Parma, in Italia, dal 6 settembre al 12 settembre, e fu vinto dai Paesi Bassi, alla loro nona affermazione in ambito europeo.

## Squadre partecipanti
- Belgio
- Francia
- Germania Ovest
- Italia
- Paesi Bassi

- Regno Unito
- San Marino
- Spagna
- Svezia

## Risultati

### Gruppo A
|    | Team           | V - P | Pf - Ps | %     |
| -- | -------------- | ----- | ------- | ----- |
| 1. | Italia         | 3 - 0 | 55 - 0  | 1.000 |
| 2. | Germania Ovest | 2 - 1 | 18 - 18 | 0.667 |
| 3. | San Marino     | 1 - 2 | 18- 40  | 0.333 |
| 4. | Regno Unito    | 0 - 3 | 13- 46  | 0.000 |

| 1971 | Germania Ovest | 0 – 10 | Italia |  |

| 1971 | Regno Unito | 0 – 21 | Italia |  |

| 1971 | Germania Ovest | 6 – 5 | San Marino |  |

| 1971 | Regno Unito | 10 – 13 | San Marino |  |

| 1971 | Germania Ovest | 12 – 3 | Regno Unito |  |

| 1971 | Italia | 24 – 0 | San Marino |  |

### Gruppo B
|    | Team        | V - P | Pf - Ps | %     |
| -- | ----------- | ----- | ------- | ----- |
| 1. | Paesi Bassi | 4 - 0 | 62 - 2  | 1.000 |
| 2. | Belgio      | 3 - 1 | 31 - 33 | 0.750 |
| 3. | Spagna      | 2 - 2 | 23 – 19 | 0.500 |
| 4. | Svezia      | 1 - 3 | 22 - 41 | 0.250 |
| 5. | Francia     | 0 - 4 | 17 - 60 | 0.000 |

| 1971 | Francia | 0 – 21 | Paesi Bassi |  |

| 1971 | Spagna | 1 – 7 | Paesi Bassi |  |

| 1971 | Belgio | 1 – 20 | Paesi Bassi |  |

| 1971 | Spagna | 5 – 2 | Svezia |  |

| 1971 | Belgio | 8 – 5 | Spagna |  |

| 1971 | Belgio | 10 – 5 | Svezia |  |

| 1971 | Spagna | 12 – 2 | Francia |  |

| 1971 | Belgio | 12 – 3 | Francia |  |

| 1971 | Francia | 12 – 15 | Svezia |  |

| 1971 | Paesi Bassi | 14 – 0 | Svezia |  |

### Finale 7º/8º posto
| 1971 | Regno Unito | 10 – 7 | Svezia |  |

### Finale 5º/6º posto
| 1971 | San Marino | 6 – 4 | Spagna |  |

### Finale 3º/4º posto
| 1971 | Belgio | 1 – 6 | Germania Ovest |  |

### Finale 1º/2º posto
| 1971 | Italia | 1 – 0 | Paesi Bassi |  |

| 1971 | Italia | 3 – 7 | Paesi Bassi |  |

| 1971 | Paesi Bassi | 4 – 2 | Italia |  |

## Classifica finale
| Campione d'Europa | Campione d'Europa | Campione d'Europa |
| ----------------- | ----------------- | ----------------- |
| Paesi Bassi       |                   |                   |
| Argento           | Italia            |                   |
| Bronzo            | Germania Ovest    |                   |
| 4.                | Belgio            |                   |
| 5.                | San Marino        |                   |
| 6.                | Spagna            |                   |
| 7.                | Regno Unito       |                   |
| 8.                | Svezia            |                   |
| 9.                | Francia           |                   |